# Da Flippity Flop
Da Flippity Flop (рус. Флипити Флоп) — девятнадцатая серия восьмого сезона мультсериала «Американский папаша». Премьерный показ состоялся 12 марта 2013 года на канале FOX

## Сюжет
Клаус узнаёт, что его давно потерянное тело найдено и находится под охраной в ЦРУ. Клаус в восторге от новости и хочет получить тело обратно, чтобы осуществить свою мечту: совершить прыжок с трамплина, называемого «Флипити Флоп». Клаус просит Стэна вернуть ему тело, но тот не желает это делать. После нескольких неудачных попыток самоубийства Клауса Стэн соглашается помочь. Но как выяснилось, тело Клауса недавно разморозили и оно сгнило. Клаус злится на Стэна, так как если бы Стэн послушал его и раньше приехал в ЦРУ, то Клаус уже был бы в своём теле. Клаус бьёт Стэна блендером по голове, пока тот не теряет сознание. Очнувшись, Стэн обнаруживает, что пока он был без сознания, Клаус поменялся с ним телами.
Хотя Клаус пытается выдать себя за Стэна, Хейли и Франсин мгновенно понимают, что сущность Клауса находится внутри человеческого тела Стэна, управляющего им. Однако Франсин и Хейли внезапно разражаются смехом и выражают полное изумление всем положением дел, хотя они также дают Клаусу понять, что хотят, чтобы смена была недолгой. Клаус соглашается, но по секрету говорит Стэну, что он никогда не отменит перенос. Затем Клаус отправляется в наполненные местью приключения, в которых он неоднократно издевается над человеческим телом Стэна в качестве мести за долгий обман и несдержания обещаний. Его антисанитарные выходки состоят из курения сигарет, игр с мертвыми животными, сна с больными проститутками без защиты и получения кайфа от героина, в то время как бездомный наркоман вынимает иглу, использует её и вставляет обратно в руку. На протяжении каждого антисанитарного акта Клаус носит возмущенного и потрясенного Стэна в аквариуме.
Стэн протестует против того, что Клаус злоупотребляет своим телом, и Франсин и Хейли верят ему после того, как Клаус показывает рискованную татуировку слона, которую он недавно сделал. Затем Клаус убегает, чтобы совершить свой лыжный прыжок. Стэн понимает, что у него нет другого выбора, кроме как войти в первоначальное, ныне разложившееся человеческое тело Клауса, чтобы попытаться остановить Клауса от дальнейшего осквернения и разрушения его человеческого тела. Семья преследует Клауса на горнолыжный курорт, где Стэн и Клаус сражаются на холме. После дальнейшей битвы с Клаусом разложившееся тело становится ещё более изуродованным, и поврежденным чем раньше. Стэн прижимает Клауса к дереву, фактически ломая ногу его собственного тела. Остальные лыжники и посетители шокированы изуродованным и разложившимся телом, в котором находится сущность Стэна. Затем Стэн попадает в ситуацию, когда он вынужден самостоятельно совершить прыжок с трамплина. Стэн управляет некоторым эфирным временем и устраивает Легкомысленный провал в гнилом теле, что радует Клауса. Однако затем Стэн жестоко приземляется, в процессе уничтожая первоначальное тело Клауса. Франсин и Хейли удается вернуть Стэна в его обычное тело, а Клауса — в тело золотой рыбки. Стэн признает, что у Клауса была тяжелая жизнь, и извиняется за то, что так долго оставлял Клауса в роли золотой рыбки. Стэн обещает найти тело, чтобы Клаус мог снова стать человеком, но он откровенно признает, что, вероятно, задержит поиск о нахождении запасного тела для Клауса. Вероятно это из-за осквернения тела, обмана и разрушения запасного тела(Стэну теперь пришлось на какое то время ходить и жить без взаимодействия просто так, иначе начнется «неизвестное событие(оригинальное тело тоже повредится по той же состоянии что он пережил)»).
Тем временем Роджер превращает чердак в тренажерный зал и пытается уговорить Стива ходить туда.

## Рейтинг
Во время премьеры в США эпизод посмотрело 4.01 зрителей. Это была третья премьера с наиболее высоким рейтингом, обогнав в тот вечер финальную серию третьего сезона мультсериала «Гамбургеры Боба», но по рейтингу этот эпизод проиграл премьерным сериям «Симпсонов» и «Гриффинов»